# Cyperus tetraformis
Cyperus tetraformis là loài thực vật có hoa trong họ Cói. Loài này được Desv. mô tả khoa học đầu tiên.